# Gran Premio de Alemania de Motociclismo de 2016
El Gran Premio de Alemania de Motociclismo de 2016 (oficialmente Gopro Motorrad Grand Prix Deutschland) fue la novena prueba del Campeonato del Mundo de Motociclismo de 2016. Tuvo lugar en el fin de semana del 15 al 17 de julio de 2016 en el circuito de Sachsenring situado en la localidad de Hohenstein-Ernstthal en el estado de Sajonia, Alemania.
La carrera de MotoGP fue ganada por Marc Márquez, seguido de Cal Crutchlow y Andrea Dovizioso. Johann Zarco fue el ganador de la prueba de Moto2, por delante de Jonas Folger y Julián Simón. La carrera de Moto3 fue ganada por Khairul Idham Pawi, Andrea Locatelli fue segundo y Enea Bastianini tercero.

## Resultados

### Resultados MotoGP
| Pos.    | N.º | Piloto           | Constructor | Vueltas | Tiempo       | Parrilla | Puntos |
| ------- | --- | ---------------- | ----------- | ------- | ------------ | -------- | ------ |
| 1       | 93  | Marc Márquez     | Honda       | 30      | 47:03.239    | 1        | 25     |
| 2       | 35  | Cal Crutchlow    | Honda       | 30      | +9.857       | 13       | 20     |
| 3       | 4   | Andrea Dovizioso | Ducati      | 30      | +11.613      | 7        | 16     |
| 4       | 45  | Scott Redding    | Ducati      | 30      | +11.992      | 15       | 13     |
| 5       | 29  | Andrea Iannone   | Ducati      | 30      | +22.755      | 9        | 11     |
| 6       | 26  | Dani Pedrosa     | Honda       | 30      | +25.920      | 10       | 10     |
| 7       | 43  | Jack Miller      | Honda       | 30      | +26.043      | 16       | 9      |
| 8       | 46  | Valentino Rossi  | Yamaha      | 30      | +26.449      | 3        | 8      |
| 9       | 8   | Héctor Barberá   | Ducati      | 30      | +26.614      | 2        | 7      |
| 10      | 19  | Álvaro Bautista  | Aprilia     | 30      | +31.274      | 18       | 6      |
| 11      | 50  | Eugene Laverty   | Ducati      | 30      | +41.208      | 17       | 5      |
| 12      | 25  | Maverick Viñales | Suzuki      | 30      | +42.158      | 6        | 4      |
| 13      | 38  | Bradley Smith    | Yamaha      | 30      | +1:03.129    | 14       | 3      |
| 14      | 41  | Aleix Espargaró  | Suzuki      | 30      | +1:06.091    | 8        | 2      |
| 15      | 99  | Jorge Lorenzo    | Yamaha      | 30      | +1:17.694    | 11       | 1      |
| 16      | 53  | Esteve Rabat     | Honda       | 29      | +1 vuelta    | 20       |        |
| 17      | 76  | Loris Baz        | Ducati      | 28      | +2 vuelta    | 19       |        |
| 18      | 68  | Yonny Hernández  | Ducati      | 27      | +3 vuelta    | 12       |        |
| Ret     | 44  | Pol Espargaró    | Yamaha      | 17      | Caída        | 5        |        |
| Ret     | 9   | Danilo Petrucci  | Ducati      | 12      | Caída Damage | 4        |        |
| DNS     | 6   | Stefan Bradl     | Aprilia     |         | No participó |          |        |
| 1.      |     |                  |             |         |              |          |        |
| Fuente: |     |                  |             |         |              |          |        |

### Resultados Moto2
| Pos.    | N.º | Piloto              | Constructor | Vueltas | Tiempo       | Parrilla | Puntos |
| ------- | --- | ------------------- | ----------- | ------- | ------------ | -------- | ------ |
| 1       | 5   | Johann Zarco        | Kalex       | 29      | 47:18.646    | 2        | 25     |
| 2       | 94  | Jonas Folger        | Kalex       | 29      | +0.059       | 13       | 20     |
| 3       | 60  | Julián Simón        | Speed Up    | 29      | +20.433      | 17       | 16     |
| 4       | 54  | Mattia Pasini       | Kalex       | 29      | +30.455      | 20       | 13     |
| 5       | 7   | Lorenzo Baldassarri | Kalex       | 29      | +31.771      | 7        | 11     |
| 6       | 10  | Luca Marini         | Kalex       | 29      | +34.201      | 15       | 10     |
| 7       | 55  | Hafizh Syahrin      | Kalex       | 29      | +41.942      | 11       | 9      |
| 8       | 2   | Jesko Raffin        | Kalex       | 29      | +47.955      | 19       | 8      |
| 9       | 32  | Isaac Viñales       | Tech 3      | 29      | +49.759      | 24       | 7      |
| 10      | 77  | Dominique Aegerter  | Kalex       | 29      | +51.047      | 23       | 6      |
| 11      | 30  | Takaaki Nakagami    | Kalex       | 29      | +1:05.386    | 1        | 5      |
| 12      | 87  | Remy Gardner        | Kalex       | 29      | +1:13.865    | 21       | 4      |
| 13      | 70  | Robin Mulhauser     | Kalex       | 29      | +1:19.545    | 26       | 3      |
| 14      | 57  | Edgar Pons          | Kalex       | 29      | +1:30.502    | 27       | 2      |
| 15      | 11  | Sandro Cortese      | Kalex       | 27      | +2 vuelta    | 6        | 1      |
| Ret     | 40  | Álex Rins           | Kalex       | 26      | Caída        | 3        |        |
| Ret     | 21  | Franco Morbidelli   | Kalex       | 26      | Caída        | 5        |        |
| Ret     | 22  | Sam Lowes           | Kalex       | 25      | Caída        | 10       |        |
| Ret     | 73  | Álex Márquez        | Kalex       | 24      | Caída        | 8        |        |
| Ret     | 19  | Xavier Siméon       | Speed Up    | 22      | Caída        | 18       |        |
| Ret     | 12  | Thomas Lüthi        | Kalex       | 17      | Caída        | 12       |        |
| Ret     | 49  | Axel Pons           | Kalex       | 10      | Caída        | 14       |        |
| Ret     | 14  | Ratthapark Wilairot | Kalex       | 8       | Caída        | 25       |        |
| Ret     | 24  | Simone Corsi        | Speed Up    | 5       | Caída        | 4        |        |
| Ret     | 97  | Xavi Vierge         | Tech 3      | 5       | Caída        | 22       |        |
| Ret     | 23  | Marcel Schrötter    | Kalex       | 4       | Caída        | 9        |        |
| Ret     | 44  | Miguel Oliveira     | Kalex       | 3       | Caída        | 16       |        |
| DNS     | 52  | Danny Kent          | Kalex       |         | No participó |          |        |
| 1.      |     |                     |             |         |              |          |        |
| Fuente: |     |                     |             |         |              |          |        |

### Resultados Moto3
| Pos.     | N.º | Piloto                 | Constructor | Vueltas | Tiempo       | Parrilla | Puntos |
| -------- | --- | ---------------------- | ----------- | ------- | ------------ | -------- | ------ |
| 1        | 89  | Khairul Idham Pawi     | Honda       | 27      | 47:07.763    | 20       | 25     |
| 2        | 55  | Andrea Locatelli       | KTM         | 27      | +11.131      | 2        | 20     |
| 3        | 33  | Enea Bastianini        | Honda       | 27      | +13.359      | 1        | 16     |
| 4        | 84  | Jakub Kornfeil         | Honda       | 27      | +18.541      | 15       | 13     |
| 5        | 4   | Fabio Di Giannantonio  | Honda       | 27      | +20.620      | 22       | 11     |
| 6        | 17  | John McPhee            | Peugeot     | 27      | +20.698      | 8        | 10     |
| 7        | 9   | Jorge Navarro          | Honda       | 27      | +20.910      | 5        | 9      |
| 8        | 41  | Brad Binder            | KTM         | 27      | +23.333      | 6        | 8      |
| 9        | 95  | Jules Danilo           | Honda       | 27      | +30.318      | 7        | 7      |
| 10       | 21  | Francesco Bagnaia      | Mahindra    | 27      | +31.095      | 11       | 6      |
| 11       | 24  | Tatsuki Suzuki         | Mahindra    | 27      | +37.688      | 23       | 5      |
| 12       | 64  | Bo Bendsneyder         | KTM         | 27      | +45.005      | 4        | 4      |
| 13       | 19  | Gabriel Rodrigo        | KTM         | 27      | +47.793      | 14       | 3      |
| 14       | 11  | Livio Loi              | Honda       | 27      | +48.073      | 16       | 2      |
| 15       | 44  | Arón Canet             | Honda       | 27      | +56.921      | 3        | 1      |
| 16       | 10  | Alexis Masbou          | Peugeot     | 27      | +1:10.787    | 24       |        |
| 17       | 65  | Philipp Öttl           | KTM         | 27      | +1:13.873    | 19       |        |
| 18       | 5   | Romano Fenati          | KTM         | 27      | +1:14.813    | 17       |        |
| 19       | 97  | Maximilian Kappler     | KTM         | 27      | +1:15.203    | 26       |        |
| 20       | 43  | Stefano Valtulini      | Mahindra    | 27      | +1:15.434    | 29       |        |
| 21       | 27  | Tim Georgi             | KTM         | 27      | +1:23.906    | 31       |        |
| 22       | 22  | Danny Webb             | Mahindra    | 27      | +1:38.548    | 32       |        |
| 23       | 20  | Fabio Quartararo       | KTM         | 26      | +1 vuelta    | 12       |        |
| Ret      | 8   | Nicolò Bulega          | KTM         | 14      | Caída        | 21       |        |
| Ret      | 7   | Adam Norrodin          | Honda       | 12      | Caída        | 25       |        |
| Ret      | 76  | Hiroki Ono             | Honda       | 11      | Caída        | 9        |        |
| Ret      | 88  | Jorge Martín           | Mahindra    | 10      | Caída        | 10       |        |
| Ret      | 16  | Andrea Migno           | KTM         | 10      | Caída        | 27       |        |
| Ret      | 40  | Darryn Binder          | Mahindra    | 8       | Caída        | 28       |        |
| Ret      | 58  | Juan Francisco Guevara | KTM         | 8       | Caída        | 13       |        |
| Ret      | 77  | Lorenzo Petrarca       | Mahindra    | 7       | Caída        | 30       |        |
| Ret      | 36  | Joan Mir               | KTM         | 0       | Caída        | 18       |        |
| DNS      | 6   | María Herrera          | KTM         |         | No participó |          |        |
| DNS      | 23  | Niccolò Antonelli      | Honda       |         | No participó |          |        |
| DNS      | 3   | Fabio Spiranelli       | Mahindra    |         | No participó |          |        |
| 1. 2. 3. |     |                        |             |         |              |          |        |
| Fuente:  |     |                        |             |         |              |          |        |